# Assembléon
Assembléon is een bedrijf dat pick and place machines vervaardigt. Dit zijn kapitaalgoederen die dienen voor het monteren van elektronische componenten op printplaten. Het hoofdkantoor van dit bedrijf bevindt zich in Eindhoven. Het bedrijf heeft nevenkantoren in Atlanta, Singapore en Hongkong.

## Geschiedenis
Het bedrijf is voortgekomen uit een onderzoeksgroep van Philips die in de jaren 80 van de 20e eeuw een machine moest ontwerpen voor het monteren van Surface Mounted Devices (SMDs), wat zeer kleine elektronische componenten zijn, zoals condensatoren en weerstanden. De machine bleek hogere montagesnelheden tegen lage kosten te kunnen behalen en werd een groot commercieel succes. De (Automatic Assembly Activities) activiteiten werden in een nieuw bedrijf ondergebracht dat in 1981 werd opgericht. Dit was Philips Electronic Manufacturing Technology b.v. (of Philips EMT).
In 1987 werd, in samenwerking met Yamaha, een compacte pick and place machine op de markt gebracht.
In de jaren 90 van de 20e eeuw kwamen nieuwe technieken op zoals de mobiele telefoon, die nog veel geavanceerder pick and place machines vereisten.
Nauwkeurigheid en de mogelijkheid om verschillende producten door elkaar heen te kunnen bewerken, inclusief de montage van sterk afwijkende afmetingen van de componenten, leidden tot steeds weer nieuwe machines, waarbij ook de integratie van de machines in het productieproces van de afnemers, die gerekend kunnen worden tot de wereldwijde elektronische industrie, een rol speelt.
Omstreeks 2000 werd de naam van Philips Electronic Manufacturing Technology veranderd in Assembléon, en per 1 januari 2001 werd Assembléon een onafhankelijke eenheid binnen de Philips-groep. In april 2011 werd Assembléon overgenomen door H2 Equity Partners.
In december 2014 is Assembleon overgenomen door Kulicke & Soffa en werd daarmee de Advanced packaging Mass Reflow businessline van het bedrijf.  In 2015 verdween de naam Assembléon van de markt en verhuisde het bedrijf in Nederland naar Eindhoven.   